# Reynold A. Nicholson
Reynold Alleyne Nicholson (18 août 1868 - 27 août 1945), ou R. A. Nicholson, est un éminent orientaliste britannique. Spécialiste du mysticisme et de la littérature musulmane, ainsi que l'un des plus grands traducteurs en langue anglaise de Rumi (Mevlana ou Mawlana).

## Biographie
Fils du paléontologue Henry Alleyne Nicholson, Nicholson est né à Keighley, West Riding of Yorkshire, Angleterre et est mort à Chester, Cheshire.